# Луций Арункулей Кота
Вижте пояснителната страница за други личности с името Кота.
Луций Арункулей Кота (на латински: Lucius Aurunculeius Cotta; † 54 пр.н.е., Атватука, Северна Галия) е римски легат във войската на Гай Юлий Цезар по време на Галската война. Освен това той пише история на римляните.
През 57 пр.н.е. е легат с Квинт Педий Балб при Юлий Цезар в Галия против белгите и е командир на цялата конница след битката при Бибракта (Bibracte). През 55 пр.н.е. след отиването на Цезар в Британия, той ръководи заедно с Квинт Титурий Сабин наказателен поход против морините и менапиите. През ноември 54 пр.н.е. той е командир заедно със Сабин на един легион и пет кохорти (около 10 000 души), които са на зимен лагер при Атватука (или Адуатука) на келтските ебурони. Там са нападнати от ебуроните с командир Амбиорикс заедно с Катуволц и губят легион и половина. Според Цезар загубата се дължи на стратегията на Сабин, който иска да се изместят в съседен зимен лагер, а Кота иска да стоят там и да се защитават, докато дойде помощ. Римляните напускат лагера, както е планувал Амбиорикс и разгромява римските кохорти. Кота е ранен в лицето с камък, но не иска заедно със Сабин да напусне битката и да моли Амбиорикс за милост. Квинт Титурий Сабин и легионерите, които се предават на Амбиорикс са избити. Луций Арункулей Кота и голяма част на неговите войници са убити в храбра битка. Цезар дава вината за нещастната загуба (calamitas) главно на Сабин.